# Tamba Trio
Tamba Trio – brazylijskie trio grające muzykę jazzową. Jego debiut nastąpił w marcu 1962 roku.
Nagrany przez nich utwór Mas Que Nada pojawił się w reklamie towarzyszącej kampanii Joga Bonito firmy Nike.

## Wybrana dyskografia
- 1963 – Avanço
- 1964 – Tempo
- 1965 – 5 na Bossa
- 1966 – Brasil Saluda a Mexico
- 1967 – We And The Sea
- 1968 – Samba Blim
- 1969 – Tamba 4
- 1974 – Tamba Trio
- 1982 – 20 Anos de Sucesso
- 1996 – Série Aplauso
- 1997 – Classics